# Alianza Social Independiente
Alianza Social Independiente o ASI por sus siglas, es un partido político de Colombia considerado de centroizquierda. Gracias a la apertura que dio la Constitución Política de 1991, fue fundado como un movimiento político bajo la denominación Alianza Social Indígena, la cual fue modificada por solicitud de sus miembros en 2011 por el Consejo Nacional Electoral.
Posibilitó la llegada personajes como Antanas Mockus en las elecciones regionales de 2000, Sergio Fajardo en las elecciones regionales de 2003 y Campo Elías Terán en las regionales de 2011 a las alcaldías de Bogotá, Medellín y Cartagena de Indias respectivamente.
Para las elecciones presidenciales de 2022, se decidió respaldar la candidatura del entonces candidato Sergio Fajardo, exalcalde de Medellín. Frente al gobierno de Petro, se declaran independientes.

## Historia
El movimiento surgió en 1991 tras las garantías brindadas por la nueva Constitución Nacional, fue conformado por indígenas, campesinos, líderes comunitarios de barrios populares de Popayán, una organización de mujeres y los indígenas amnistiados del Movimiento Armado Quintín Lame, que aspiraban a convertirse en una nueva alternativa política.
La primera Asamblea se realizó en la comunidad indígena de Yaguará, municipio de Chaparral, Tolima. Allí asistieron los líderes indígenas y no indígenas que desde 1969 venían trabajando en el impulso al movimiento en favor de las comunidades amerindias especialmente en el Cauca, Tolima y Antioquia; participaron además dirigentes del movimiento campesino del Cauca y líderes urbanos de los barrios en reconstrucción después del terremoto de Popayán.
Con el transcurso de algunos años, el partido ha ampliado sus avales no solo a candidatos pertenecientes a comunidades indígenas, sino a candidatos independientes que generalmente están en el centro político o la centro-izquierda. El partido avaló la candidatura de Antanas Mockus a la Presidencia de la República en las elecciones de 2006.
La presidenta del partido es Berenice de M senadora para el periodo 2022-2026.

## Participaciones electorales

### Elecciones regionales de 2000
En las Elecciones locales de Bogotá de 2000 el partido Alianza Social Independiente, entonces Alianza Social Indígena, en coalición con la Asociación de Usuarios de Créditos del UPAC (Anupac) y el movimiento Visionarios, obtuvo la Alcaldía Mayor de Bogotá con Antanas Mockus al derrotar a María Emma Mejía.

### Elecciones regionales de 2003
Para las elecciones regionales de 2003, el partido ASI avala a Sergio Fajardo para la alcaldía de Medellín, quien gana el cargo más importante en esta ciudad.

### Elecciones regionales de 2007
La alcaldía de Cúcuta es obtenida por María Eugenia Riascos, derrotando a Luis Hernando Angarita, aunque dichos candidatos no pertenecían a ninguna comunidad indígena.

### Elecciones regionales de 2011
En las Elecciones regionales de Colombia de 2011 la Alianza Social Independiente obtuvo el 9.4% de la participación nacional para las gobernaciones y el 3.1% para las alcaldías a nivel nacional. Ganó las gobernaciones de los departamentos del Cauca, Vichada y Guaviare. La única capital de departamento que quedó representada con la ASI fue Cartagena de Indias con el candidato Campo Elías Terán quien obtuvo el 54.7% de los votos válidos. En otras circunscripciones la Alianza Social Independiente se unió a otros partidos e hizo parte de un gobierno de coalición.

### Elecciones territoriales en 2015
Logra la Elección del concejal Juan Carlos Florez con apoyo de una lista única de candidaturas avalados exclusivamente por el Partido ASI.

### Elecciones a Congreso de 2018
En la coalición electoral 'Decentes' logró elegir al Senador Jonatan Tamayo 'Manguito', quien por abandonar los pilares éticos y políticos del Partido, resultó expulsado de la colectividad.

### Elecciones territoriales en Bogotá y  regionales 2019
El Partido ASI participó con una lista al Concejo de Bogotá logrando 15 685 votos, pero no le alcanzó el umbral para conseguir un asiento en el ayuntamiento de Bogotá.
En tanto a las Elecciones Territoriales en los 32 departamentos se lograron 9 Gobernaciones en Coalición, una Gobernación de candidato avalado directo, 711 concejales, 111 Alcaldías además de ediles y diputados en asambleas departamentales, para un total de 1.114.232 votos a nivel nacional.

### Elecciones consejos municipales de juventud 2021
El partido avaló en todo el territorio nacional listas de jóvenes que entre los 14 a 28 años de edad le apostaron a participar en la vida política de Colombia tras el Estallido Social, y la necesidad de dar a un giro a las rígidas líneas tradicionales de la política, además de la urgencia de salvaguardar los Acuerdos de Paz y reinventarse cómo sociedad tras la pandemia.

### Elecciones a la Presidencia 2022
El Partido ASI, participó en la Coalición Esperanza avalando en la consulta interna a Sergio Fajardo, quien participó en la primera vuelta. 
Tras no lograrse la votación suficiente para aspirar a una Segunda Vuelta, se hizo la declaración política de apoyar a Gustavo Petro, quien gracias al apoyo de la militancia del Partido ASI lograron sumarse y ser parte de esa victoriosa diferencia estrecha de 634.122 Votos,  para superar al contrincante Rodolfo Hernández.

### Elecciones a Congreso de 2022
Dentro de la Coalición de la Esperanza el partido ASI obtiene 4 escaños dentro del senado, siendo elegida la presidenta del partido Berenice Bedoya, Jairo Alberto Castellanos Serrano, Guido Piedrahíta y Gustavo Moreno.

En tanto para la Cámara de Representantes por Bogotá logró el Partido ASI en Coalición Esperanza la elección de una curul, lista que avaló candidaturas cómo Alexandra Useche, Juan Pablo Camacho, Mauricio Baron Pinilla, Luis Miranda y Juan Manuel Sáenz.

### Elecciones territoriales y regionales 2023
Tras su Convención Nacional XIII celebrada los días 26, 27 y el 28 de enero de 2023, liderada por su Presidenta y Representante Legal Berenice Bedoya se hizo la declaración política de apoyar la paz, el medio ambiente y unas elecciones transparentes incorporando sus orígenes históricos indígenas, afrocolombianos, paridad de género y participación a la juventud tanto a Gobernaciones, Alcaldías, Concejos y Asambleas Departamentales y Juntas Administradoras Locales JAL.

## Críticas
En el 2000 el partido recibió críticas debido a que Antanas Mockus se inscribió en la colectividad sin ser indígena. En 2013 el exsenador y cofundador de la ASI Jesús Piñacué criticó la no postulación de Mockus al senado sin el aval de la ASI que pretendía usar.
También en 2018 el senador de la ASI, Jonathan Tamayo, manifestó sus desacuerdos con las ideas de izquierda, lo cual fue blanco de reproches, ya que la ASI hizo parte de una coalición electoral con partidos en esa ideología política.
La Alianza Social Independiente radicó una solicitud ante el Consejo Nacional Electoral (CNE) para cambiar su posición de partido de gobierno a partido independiente. La presidenta del partido, Berenice Bedoya, aseguró que la decisión se tomó porque el gobierno del presidente Iván Duque “no ha convocado a un gran pacto nacional”, por sus diferencias frente a la Reforma Tributaria y a la política de protección de líderes sociales.
“El Gobierno no está garantizando la seguridad de nuestros líderes en todo el territorio, incluyendo la seguridad de los directivos de la ASI”, señaló.